# Kalkskapania
Kalkskapania (Scapania calcicola) är en levermossart som först beskrevs av H. Arn. och J. Perss., och fick sitt nu gällande namn av Ingham. Kalkskapania ingår i släktet skapanior, och familjen Scapaniaceae. Enligt den finländska rödlistan är arten sårbar i Finland. Arten är reproducerande i Sverige. Artens livsmiljö är skuggiga kalkstensklippor och kalkbrott.